# Manu García (Fußballspieler, 1998)
Manuel „Manu“ García Alonso (* 2. Januar 1998 in Oviedo) ist ein spanischer Fußballspieler, der aktuell in der griechischen Super League bei Aris Thessaloniki spielt.

## Karriere

### Im Verein
García begann seine fußballerische Ausbildung 2005 bei Astur. Nach fünf Jahren dort wechselte er im Sommer 2010 zu Sporting Gijón, wo er weitere vier Jahre in der Jugendakademie spielte, ehe er 2014 zu Manchester City wechselte, die 250 Tausend Euro zahlten. In der Saison 2014/15 spielte er bereits einige Male in der Premier League 2 für die Reservemannschaft und viel für die Juniorenteams unter anderem in der UEFA Youth League. Er gab sein Premier-League-Debüt am 5. März 2016 gegen Aston Villa, als er bei dem 4:0-Sieg eingewechselt wurde. Wenige Monate später erzielte er am 24. August 2016 im Ligapokalspiel gegen Crystal Palace sein erstes Tor. Das Turnier konnte er mit der ersten Mannschaft auch gewinnen. Dennoch spielte er insgesamt in der Saison 2015/16 überwiegend für die zweite Mannschaft und das U19-Team.
Am 16. August 2016 wechselte García bis zum Ende der Saison 2016/17 auf Leihbasis zu Deportivo Alavés. Dort kam er jedoch lediglich in einem Pokalspiel zum Einsatz. Daraufhin wurde die Leihe im Winter 2017 abgebrochen und García wurde kurz darauf für anderthalb Jahre an den niederländischen Zweitligisten NAC Breda verliehen. Im Rest der Spielzeit 2016/17 spielte er 23 Mal für Breda in der Liga, wobei er zwei Tore schoss und sieben Assists lieferte. Mit dem NAC schaffte er den Aufstieg in die Eredivisie. In der Saison 2017/18 absolvierte García jedes einzelne Spiel, wobei er in den 34 Ligaspielen einmal traf und zwei Tore vorlegte. Zur kommenden Saison 2018/19 wechselte er auf Leihbasis nach Frankreich zum Erstligisten FC Toulouse. Auch bei Toulouse war er Stammspieler, kam auf 31 Ligaeinsätze und schoss in drei Pokalspielen zwei Tore.
Nach der erneuten Rückkehr zu Manchester City wechselte García im Sommer 2019 für eine Ablösesumme in Höhe von vier Millionen Euro zu seinem Jugendverein Sporting Gijón. Hier spielte er 2019/20 40 Spiele in der Segunda División, wobei er drei Tore schoss und acht Vorlagen beisteuerte. Auch in der Saison 2020/21 war er Stammspieler, erzielte ein Tor, legte drei Treffer auf und scheiterte mit dem Verein nur knapp am Aufstieg in die Primera División. Für die gesamte Spielzeit 2021/22 wurde er allerdings an den Erstligisten und seinen Exverein Deportivo Alavés verliehen. García spielte 24 Mal in LaLiga, legte ein Tor vor und stieg mit Alavés als Tabellenletzter in die zweite Liga ab.
Nach seiner Rückkehr zu Gijón wechselte er für vier Millionen Euro, einer Vereinsrekordsumme, fest nach Griechenland zu Aris Thessaloniki in die Super League. In der Saison 2022/23 bestritt er 17 Ligaspiele und schoss vier Tore, ehe er an einem Kreuzbandriss litt und lange ausfiel. Nach seiner Rückkehr kam er gegen Ende der Spielzeit 2023/24 noch auf einen Treffer in 16 Ligapartien.

### In der Nationalmannschaft
Garcá spielte bereits für mehrere Juniorennationalmannschaften Spaniens. Mit der U21-Nationalmannschaft nahm er an der U21-EM 2021 teil, in der er mit dem Team im Halbfinale an Portugal scheiterte.
Anfang Juni 2021 debütierte García bei einem 4:0-Sieg gegen Litauen in der A-Nationalmannschaft. Aufgrund von COVID-19-Fällen im Kader für die kurze Zeit später beginnende Europameisterschaft 2021 traten die Spieler, die zuvor die U21-EM absolviert hatten, ebenfalls bei diesem Spiel an.

## Erfolge
Manchester City
- Englischer Ligapokalsieger: 2016